# Лошади Вальдеса
«Лошади Вальдеса» (итал. Valdez, il mezzosangue буквально — Вальдес-полукровка; в американском, французском прокате и ряде российских изданий название фильма — «Чино», англ. Chino) — итальянский фильм режиссёра Джона Стёрджеса, с Чарльзом Бронсоном в главной роли. Бо́льшая часть натурных съёмок проходила в Испании. Премьера состоялась в Италии 14 сентября 1973 года.

## Сюжет
Чино Вальдес, живущий в одиночестве метис, занимается разведением и продажей лошадей. В поисках работы к нему попадает подросток и в итоге остается помогать по хозяйству, учиться обращаться с лошадьми. Позже Вальдес знакомится с сестрой владельца земель, на которых стоит его дом и пасутся табуны. Брат старается воспрепятствовать возникшим между ними отношениями и угрожает Вальдесу. Землевладелец подсылает людей, которые убивают жеребёнка, на рождение которого Вальдес возлагал большие надежды, избивают самого хозяина ранчо. Индейцы выхаживают его. Конфликт нарастает, и Вальдес вынужден покинуть дом и угнать свой табун.

## В ролях
- Чарльз Бронсон — Чино Вальдес
- Джилл Айрленд — Катрин
- Марсель Боццуффи — Марал
- Винсент Ван Паттен — Джейми Вагнер
- Фаусто Тоцци — Крус
- Этторе Манни — шериф
- Мелисса Чименти — индианка
- Коррадо Гайпа — индеец
- Диана Лорис — индианка

## Дополнительная информация
- Одну из ролей исполняет супруга Бронсона — Джилл Айрленд.